# Али-Баба против семи сарацинов
«Али-Баба против семи сарацинов» (итал. Sindbad contro i sette saraceni) — итальянский приключенческий фильм 1964 года, снятый режиссёром Эмиммо Сальви.

## Сюжет
Принц Омар собирается занять Золотой трон и стать царём Кафры. Но по обычаю, для того, чтобы занять трон, он должен принять участие в турнире и сразится с семью лучшими воинами из соседних племён, победителю которого достанется Золотой трон Кафры. Незадолго до турнира лидер мятежников соседнего племени и давний враг Омара Али-Баба встречается и влюбляется в принцессу Фатиму, племянницу Хасвана. Солдаты Омара выслеживают Али-Бабу вместе с Фатимой и по приказу Омара доставляют их в город, где Омар отправляет Али-Бабу в тюрьму, а Фатиму в гарем. Али-Баба и другие мятежники совершают побег, но им не удаётся выбраться из города. Омар сохраняет жизнь Али-Бабе для участия в турнире за трон, а Фатиму отправляет обратно в гарем. Мятежники из племени Али-Бабы с помощью Хасвана, дяди Фатимы, который перешёл на их сторону, готовятся проникнуть в город для того, чтобы свергнуть власть тирана Омара, прежде чем он сядет на трон. В решающей схватке за трон Кафры сходятся Али-Баба и Омар…         

## В ролях
- Гордон Митчелл — Омар
- Бруно Пьерджентили — Али-Баба (в титрах — Дэн Харрисон)
- Белла Кортис — Фатима (в титрах — Кэрролл Браун)
- Карла Кало — Фарида, возлюбленная Омара
- Амедео Трилли — Хасван (в титрах — Майк Мур)
- Луиджи Този — Менет (в титрах — Нат Костер)
- Тони Ди Митри — Шариф
- Лилли Зандер — подруга Фатимы
- Мария Пиа Конте — подруга Фатимы
- Франко Дориа — Юкки
- Альберто Конверси — Момет
- Артемио Антонини — Касим

## Съёмочная группа
- Режиссёр: Эмиммо Сальви
- Продюсеры: Сэмюэл З. Аркофф, Джеймс Х. Николсон
- Сценаристы: Бенито Ильфорте, Серджо Точчи, Эмиммо Сальви
- Оператор: Марио Парапетти
- Композитор: Итало Фишетти